# Civis Mundi
Civis Mundi (burger van de wereld) is een Nederlandstalig tijdschrift over politiek, filosofie en cultuur, opgericht door de hoogleraar, jurist en publicist Wim Couwenberg op verzoek van de voorzitter van het Oost-West Instituut, Cees van den Heuvel. Couwenberg bleef tot zijn overlijden in 2019 de hoofdredacteur. Vanaf 1962 tot en met 1970 werd het onder de naam Oost-West gepubliceerd door het Oost-West Instituut (Stichting Nederlands Instituut voor Studie van en Informatie over Oost-West Betrekkingen). Sinds 1971 wordt het onder de naam Civis Mundi uitgegeven door de Stichting Civis Mundi. Van 1971 tot en met 2009 kwam het blad 4 keer per jaar op papier uit. Sinds 2010 is het gedigitaliseerd en alleen via internet en e-mail voor het publiek toegankelijk. Tot de regelmatige medewerkers behoren Michel van Hulten, Hans Feddema en Piet Ransijn.
De Stichting Civis Mundi geeft daarnaast jaarboeken uit, organiseert symposia en financiert twee bijzondere hoogleraren aan de Erasmus Universiteit Rotterdam:
- de leerstoel Filosofie van cultuur, politiek en religie, sinds 2008, bekleed door Marli Huijer,[1]
- de leerstoel Filosofie van de Geneeskunde en de maakbaarheid van de mens, sinds 2011, bekleed door Maartje Schermer.[2]

Bij de presentatie van het Jaarboek MMXIV op 15 januari 2015 ontving Couwenberg de onderscheiding "Desiderius" van de Erasmus Universiteit Rotterdam vanwege zijn uitzonderlijke bijdrage aan het publieke debat en de opinievorming in Nederland in de afgelopen halve eeuw.

## Publicaties
Recente publicaties van de stichting:
- S.W. Couwenberg, met een commentaar van P.B. Cliteur: Jaarboek MMXIV: Heeft Geschiedenis zin? Of is dit een onzinnige vraag?, 2015, ISBN 978-90-7937800-5
- S.W. Couwenberg: Jaarboek 2012: Wereld-gebeuren sinds de jaren 60 : van linkse dominantie naar liberale triomf, ISBN 978-94-6153257-2
- S.W. Couwenberg: Jaarboek 2011: Tijdsein : peiling en perspectief van deze tijd, ISBN 978-94-6153090-5
- Marli Huijer en Martijntje Smits (red.): Jaarboek 2010: Moralicide : nieuwe morele vocabulaires voor technologie, ISBN 978-90-8687-058-5
- Marli Huijer: Waarom de kerkklok 's nachts slaat : oude ritmes in een hoogtechnologische samenleving, inaugurele rede EUR, 2009